# Die Geschichte von Kalif Storch

Szenen aus dem Märchen (Buchillustration, ca. 1850)

Die Geschichte von Kalif Storch, auch Kalif Storch, ist ein Kunstmärchen von Wilhelm Hauff aus dem Märchen-Almanach auf das Jahr 1826: Der Zauberer Kaschnur verwandelt den Kalifen Chasid in einen Storch. Dieser erringt am Ende seine menschliche Gestalt und seine Macht wieder und rächt sich am Zauberer. Es ist das erste Märchen in der Rahmenerzählung „Die Karawane“. Die weiteren Beiträge sind Die Geschichte von dem Gespensterschiff, Die Geschichte von der abgehauenen Hand, Die Errettung Fatmes, Die Geschichte von dem kleinen Muck und Das Märchen vom falschen Prinzen.

## Das Märchen

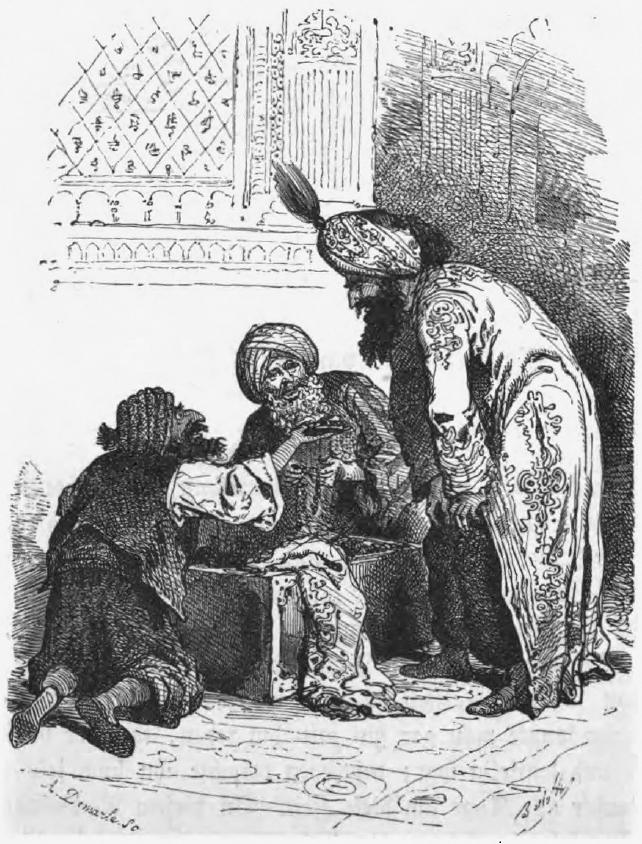
Der Kalif und sein Großwesir kaufen bei einem Händler das Zauberpulver. Illustration von Bertall

### Zusammenfassung
Der Kalif Chasid zu Bagdad und sein Großwesir Mansor kaufen von einem Krämer ein Pulver, mit dem sie sich in Tiere verwandeln und deren Stimmen verstehen können. Allerdings verstoßen die beiden gegen die Auflage, nicht lachen zu dürfen. Sie müssen Störche bleiben, weil sie durch das Lachen den Zauberspruch vergessen haben, der sie wieder in Menschen zurückverwandelt hätte: „mutabor“ (lat. „ich werde verwandelt werden“). Der Kalif bemerkt dann, dass sie auf seinen alten Feind, den Zauberer Kaschnur, hereingefallen sind, als dessen Sohn die Herrschaft des Kalifen unter dem Vorwand übernimmt, dass dieser gestorben wäre. Daraufhin begeben die zwei Verwandelten sich auf eine Reise, auf der sie die Eule Lusa kennenlernen und sich mit ihr verbünden. Diese gibt sich als eine ebenfalls vom Zauberer verwunschene Prinzessin zu erkennen, die nur durch ein Heiratsversprechen wieder in ihre menschliche Gestalt zurückverwandelt werden könne. Unter der Voraussetzung, dass einer der beiden – trotz ihrer Gestalt als hässliche Eule – um ihre Hand anhalten muss, zeigt sie den beiden den geheimen Treffpunkt des Zauberers und seiner Verbündeten. Dort berichten die Anwesenden von ihren Untaten, und die beiden Störche können das benötigte Zauberwort in Erfahrung bringen, ohne bemerkt zu werden. Endlich wieder in menschlicher Gestalt, kehren der Kalif und seine zwei Begleiter nach Bagdad zurück, wo der illegitim als Kalif amtierende Sohn des Zauberers vom Thron gestürzt und nun seinerseits in einen Storch verzaubert wird. Der Zauberer wird gehängt, und Chasid ist wieder Kalif von Bagdad. Lusa, die sich bei ihrer Rückverwandlung als ausgesprochen schöne Frau erweist, bleibt an seiner Seite.

### Interpretation
Die Verwandlung in Tiere geschieht nur oberflächlich, da die Personen ihr altes Bewusstsein behalten: Kalif und Wesir lachen über die „dummen Tiere“, und die Prinzessin vergießt Tränen über ihre Eulengestalt. Anders als ein Verzauberter im Volksmärchen muss der Kalif mit dem Heiratsantrag an die Eule erst seinen Hochmut ablegen.
Das zentrale Verwandlungsmotiv entlieh Hauff aus dem Märchen Der König Papagei aus der Märchensammlung 1001 Nacht, ist aber von dem schurkenhaften Wesir bereinigt.

## Einordnung in die Rahmenerzählung
Es ist das erste Märchen in der Rahmenerzählung Die Karawane in Hauffs Märchen-Almanach auf das Jahr 1826: Eine Karawane von Kaufleuten zieht durch die Wüste, immer in Furcht vor dem berüchtigten Räuberhauptmann Orbasan. Ein Reiter, der sich als Selim Baruch, Neffe des Großwesirs von Bagdad ausgibt, stößt zu ihnen. Er sei vor Kurzem aus der Gewalt einer Räuberbande entkommen und bittet, sich anschließen zu dürfen. Dies wird ihm gerne gestattet, umso mehr als er durch ein mysteriöses Zeichen eine Räuberbande vom Angriff abhalten konnte. Er schlägt vor, sich einander als Mittel gegen die Eintönigkeit Geschichten zu erzählen. Er selbst beginnt mit der Geschichte von Kalif Storch. Nach dem Ende der Reise spricht der Fremde allein mit dem ältesten Kaufmann und erklärt den tatsächlichen Grund seiner Mitreise: Er habe ihm vor langer Zeit die Strafe für ein schweres Verbrechen aufgebürdet und bitte um Vergebung. Er sei der Räuber Orbasan.

## Adaptionen

### Verfilmungen
- Kalif Storch, Stummfilm mit Silhouetten-Animation von Ernst Mathias Schumacher und der Colonna-Film GmbH (Berlin) von Hanns Walter Kornblum, 1923
- Kalif Storch, österreichischer Stummfilm von Hans Berger, Ladislaus Tuszyński und der Filmwerke-AG (Wien), 1924
- Kalif Storch, Stummfilm mit Silhouetten-Animation aus der Trickfilmwerkstatt der Brüder Hermann, Ferdinand und Paul Diehl (Gräfelfing), 1929–1930
- Kalif Storch, Animationsfilm (Zeichentrickfilm) von Hans Held, Hans Georg Dammann und der Burg-Film Produktion GmbH (Hamburg), 1950
- Kalif Storch (englisch Caliph Stork), britische Silhouetten-Animation von Lotte Reiniger und Primrose Productions (London), 1954[5]
- Kalif Storch, Folge der 1. Staffel der Puppentrickserie Märchen der Welt – Puppenspiel der kleinen Bühne, 1979
- Die Geschichte vom Kalif Storch, Animationsfilm (Collagentrickfilm, Flachfigurenfilm) von Kurt Weiler und dem DEFA-Studio für Trickfilme (Dresden), 1982/83
- Kalif Storch, Folge der 3. Staffel der Zeichentrickserie SimsalaGrimm, 2010
- Kalif Storch, Paul Stutenbäumer produzierte Kalif Storch als Kinokinderfilm[6] in 3D in Zusammenarbeit mit dem Ensemble des Marionettentheater Bad Tölz. Das Tölzer Marionettentheater am Schlossplatz besteht seit 1908 und ist damit eines der traditionsreichsten Figurentheater in Deutschland. Der bundesweite Kinostart von Kalif Storch war am 28. Februar 2013. Zum Team gehören in der Regie Albert Maly-Motta und Paul Stutenbäumer, der auch die 3D-Kamera führte. Chris Rüther machte die Stereoskopie und war Oberbeleuchter. Die 3D-Montage und Regieassistenz lagen in den Händen von Jeannette-Maria Giza. Für die Tonrestauration und Komposition waren Jörn Gross und Wayne Grajeda verantwortlich. Das Sounddesign und die Mischung machte Benjamin Krbeschek, das 3D-Grading Jan Hartmann. Der Film lief auf verschiedenen Festivals.[7]
- Die Verwandlung des Kalifen (russisch Халиф-аист; transkribiert Chalif-aist oder Khalif aist), sowjetischer Trickfilm nach dem Märchen von Wilhelm Hauff, Regisseur war Walerij Ugarow, 1981

### Novelle
- Der ungarische Schriftsteller Mihály Babits übernahm Motiv und Titel von Hauffs Märchen in seine Novelle A gólyakalifa („Der Kalif Storch“, 1913). Die Geschichte erzählt von einem Jugendlichen, der in Wachen und Schlafen zwei parallele Leben lebt: In einem ist er ein behüteter Sohn aus gutem Hause, in dem anderen ein misshandelter, gedemütigter Tischlerlehrling.

### Theaterstück
- Gertraude Röhricht: Kalif Storch. Ein Märchen in einem Vorspiel und drei Bildern nach Wilhelm Hauff. VEB Friedrich Hofmeister Verlag, Leipzig, 1955. 37 S. (Kindertheater; Bühnenbilder und Figurinen von Karl-Heinz Benndorf; erschienen in der Reihe „Kinderbühne“; reichhaltiger Bildanhang)

### Oper
- Luise Adolpha Le Beau komponierte 1903 eine Oper Der verzauberte Kalif (op. 55), in der sie die Handlung leicht abwandelte, damit sie leichter zu inszenieren sei. Das Manuskript gilt heute als verschollen.[8]

### Singspiel
- Klaus Uwe Ludwig komponierte ein Singspiel zur Geschichte des Kalif Storch, das am 22. September 1989 durch die Kinderkantorei des Bachchors Wiesbaden uraufgeführt wurde.[9]

- Joseph Gabriel Rheinberger (1839–1901) komponierte 1888 auf ein Libretto mit einer freien Adaption des Kunstmärchens durch seine Ehefrau Fanny von Hoffnaaß unter dem Titel Das Zauberwort ein Singspiel „für die jugendliche Welt“ op. 153, das als Miniatur-Kinderoper der ersten Stunde gelten darf. Mit insgesamt 5 Solorollen, einigen Sprechrollen, sowie einem bis zur Dreistimmigkeit reichenden Diskantchor verhilft er dem Märchen zur Musiktheaterbühne. Arien, Duette, Terzette und Ensembles sowie eine üppige, mit Orientalismen gespickte Ouverture und zahlreiche instrumentale Zwischenspiele werden von einem vierhändig besetzten Klavier dargestellt.

- Der Kapellmeister und Konzertpädagoge Thomas Honickel hat das Werk 2006 für Kammerorchester bearbeitet, seither mehrfach mit den Duisburger Philharmonikern, dem Beethoven Orchester Bonn und anderen Orchestern aufgeführt, zuletzt 2015 mit dem KlangHeldenChor vom Oldenburgischen Staatstheater. Mit diesem erfolgte auch die CD-Einspielung des Werkes.
- Kalif Storch (1993). Märchenoper in 3 Akten für Sprecher, Kinderchor und Kammerorchester (15 Spieler).Musik: Wolfram Graf, Libretto: Dieter E. Hülle (nach Wilhelm Hauff)

### Hörspiele
- 1951: Kalif Storch. Produktion: NWDR Köln; Bearbeitung (Wort): Lothar Schluck; Komposition: William Keiper; Regie: Eduard Hermann.

Sprecher: Peter René Körner, Kurt Pit Müller, Hermann Pfeiffer, Wilhelm Wahl und Annelie Jansen.
- 1961: Kalif Storch. Produktion: WDR; Bearbeitung (Wort): Ingeborg Walther; Komposition: Franz Josef Breuer; Regie: Fritz Peter Vary.

Sprecher u. a.: Heinz Schacht, Manfred Heidmann, Hans Müller-Westernhagen, Annette Schleiermacher und Bernd M. Bausch.
- 1963: Kalif Storch. Produktion: BR; Bearbeitung (Wort): Paul Alverdes; Regie: August Everding.

Sprecher u. a.: Herbert Bötticher, Hans Baur, Bum Krüger, Irene Marhold und Norbert Kappen.
- 1970: Die Geschichte vom Kalif Storch. (Schallplattenbearbeitung) Produktion: Litera; Bearbeitung (Wort): Joachim Herz; Musik: Hans-Dieter Hosalla; Regie: Joachim Herz.

Sprecher: Ekkehard Schall, Fred Düren, Klaus Piontek, Angelica Domröse, Dieter Zöllter, Wolfgang Greese, Gertraude Krenz, Marga Legal.
- 1972: Mutabor. Produktion: Rundfunk der DDR; Bearbeitung (Wort): Jochen Hauser; Musik: Paul Funk; Regie: Theodor Popp.

Sprecher: Frank Obermann, Wolfgang Dehler, Gerd Biewer, Uwe Karpa, Monica Bielenstein, Otto Dierichs.
- 1972: Die Karawane. (1. Teil: Kalif Storch) Produktion: SWF; Bearbeitung (Wort): Hans Werner Knobloch; Komposition: Gerd Zeumer; Regie: Lothar Schluck.

Sprecher u. a.: Dieter Eppler, Hans Timerding, Alfred Querbach, Friedrich von Bülow und Carola Erdin.

## Aktuelle Ausgaben
- Wilhelm Hauff, Max Reach (Illustrator): Kalif Storch, Aufbau, Berlin 2002, ISBN 3-351-04024-5.
- Hauffs Märchen. Vollständige Ausgabe – Illustriert von Theodor Hosemann, Anaconda, Köln 2012, ISBN 978-3-86647-852-7.